# Amy Atkinson
Amy Atkinson (ur. 5 sierpnia 1989 w Ostfildern) – guamska lekkoatletka.

## Lata młodości
Lekkoatletykę uprawia od 5 roku życia. W latach 2007–2010 była kapitanem uniwersyteckiej drużyny piłkarskiej Biola University .

## Kariera
W 2010 zdobyła trzy złote medale na mistrzostwach kraju: na 400 m z czasem 1:03,02 s, na 800 m z czasem 2:24,91 s i 1500 m z czasem 5:11. W tym samym roku wystartowała na Igrzyskach Mikronezji, na których wywalczyła srebro na 800 m z czasem 2:27,60 s i w sztafecie 4 × 400 m, złoto na 1500 m z czasem 5:09,66 s oraz zajęła 4. miejsce na 400 m z czasem 1:04,82 s.
W 2011 wzięła udział w mistrzostwach Oceanii w dywizji zachodniej. Zdobyła na nich złoto na 5000 m z czasem 19:53,13 s, srebro na 800 m z czasem 2:25,94 s i 1500 m z czasem 5:04,64 s. W tym samym roku wystąpiła również na Igrzyskach Pacyfiku. Była na nich 5. na 800 m z czasem 2:27,05 s, 4. na 500 m z czasem 4:56,34 s i 4. na 3000 m z przeszkodami z czasem 12:11,85 s.
W 2012 wystartowała na halowych mistrzostwach świata, na których wystartowała na 400 m. Odpadła w eliminacjach, zajmując ostatnie, 6. miejsce w swoim biegu eliminacyjnym z czasem 1:05,99 i ustanawiając nowy rekord kraju. W tym samym roku wystąpiła również na mistrzostwach Oceanii w dywizji zachodniej, na których wywalczyła brąz na 1500 m z czasem 4:57,76 s oraz była 5. na 800 m z czasem 2:21,30 s. W 2012 zadebiutowała na igrzyskach olimpijskich, na których odpadła w eliminacjach biegu na 800 m, zajmując ostatnie, 5. miejsce w swoim biegu eliminacyjnym z czasem 2:18,53 s.

## Życie prywatne
Ma trzech braci: Luke′a, Joela i Leviego .

## Rekordy życiowe
Na podstawie

### Halowe
- 400 m – 1:05,99 ( Stambuł, 9 marca 2012, halowe mistrzostwa świata)

### Na świeżym powietrzu
- 800 m – 2:18,53 ( Londyn, 8 sierpnia 2012, Letnie Igrzyska Olimpijskie 2012)
- 1500 m – 4:56,34 ( Numea, 8 września 2011, Igrzyska Pacyfiku 2011)
- 3000 m z przeszkodami – 12:11,85 ( Numea, 6 września 2011, Igrzyska Pacyfiku 2011)